# Reiterkasernstraße 3 (Ingolstadt)

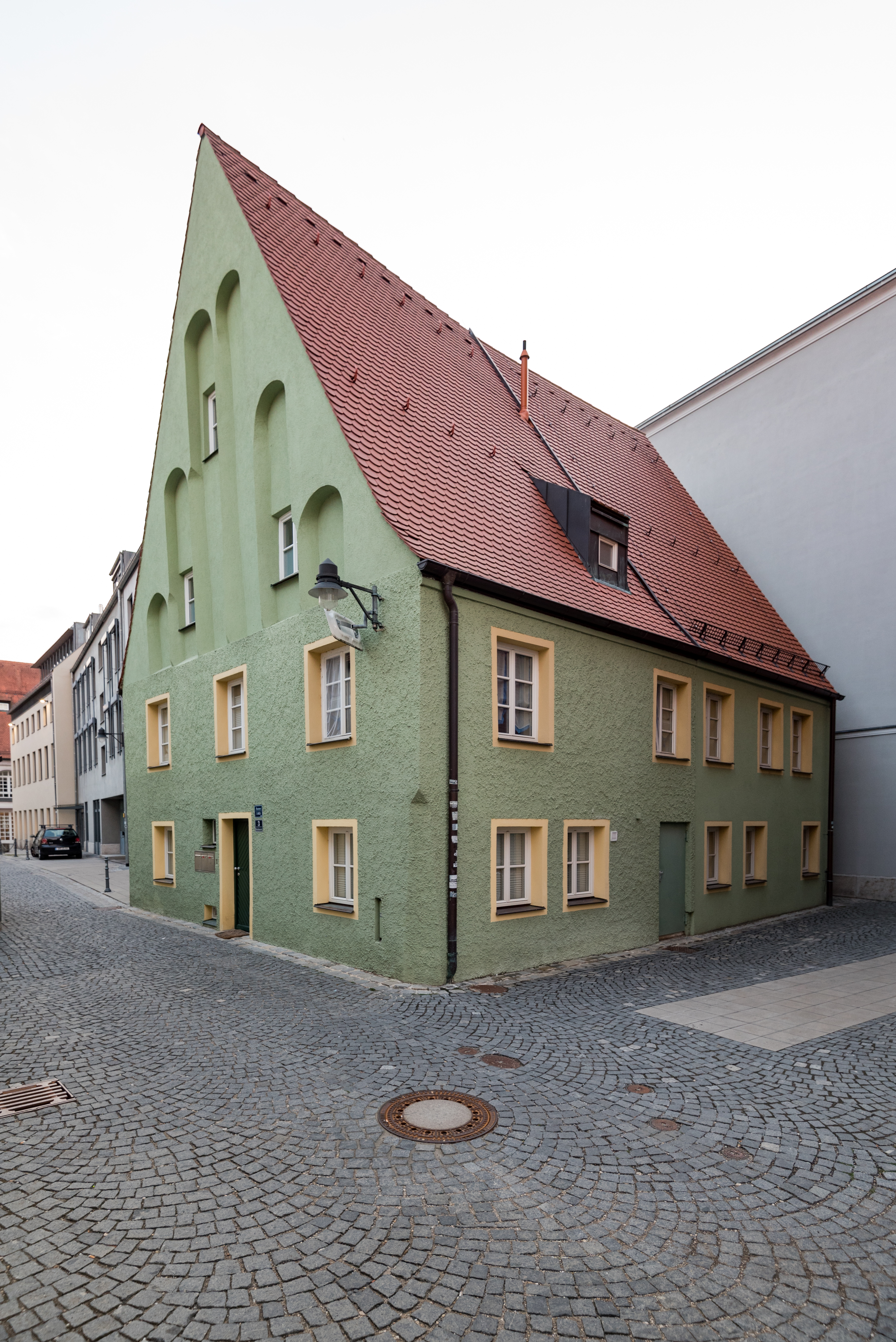
Ingolstadt, Reiterkasernstraße 3, Hauptfassade mit Blendarkaden

Das Wohnhaus in der Reiterkasernstraße 3 befindet sich am südlichen Rand der Ingolstädter Altstadt. Das vermutlich auf die Renaissance zurückgehende Haus ist unter der Aktennummer D-1-61-000-383 in der Denkmalliste Bayern eingetragen.

## Geschichte und Architektur
Ein zweigeschossiges Wohnhaus mit einem hohen Satteldach. Der Giebel der Hauptfassade ist durch aufsteigende Blendarkaden gegliedert. Nach dendrochronologischer Datierung geht der Bau auf das Jahr 1465 zurück. Im 18. Jahrhundert wurde das Haus geteilt. In den Jahren von 2007 bis 2008 wurde die vordere Hälfte durch den örtlichen Architekten und Denkmalpfleger Andreas Mühlbauer restauriert. Prägend ist die grüne Fassung der Fassade mit ihrem rauen Putz und den gelb abgesetzten Laibungen.

## Baudenkmal
Das Wohnhaus steht unter Denkmalschutz und ist im Denkmalatlas des Bayerischen Landesamtes für Denkmalpflege und in der Liste der Baudenkmäler in Ingolstadt eingetragen.